# Pantosperma
Pantosperma é um gênero de mariposa pertencente à família Acrolepiidae.